# Chavagnes-en-Paillers
 Chavagnes-en-Paillers  es una población y comuna francesa, en la región de Países del Loira, departamento de Vendée, en el distrito de La Roche-sur-Yon y cantón de Saint-Fulgent.

## Demografía
| 2900 | 2933 | 2910 | 2909 | 2870 | 2963 |
| Para los censos de 1962 a 1999 la población legal corresponde a la población sin duplicidades (Fuente: INSEE [Consultar]) |      |      |      |      |      |